# Virginia Slims of California 1983
Il Virginia Slims of California 1983 è stato un torneo di tennis giocato sul sintetico indoor. È stata la 13ª edizione del torneo, che fa parte del Virginia Slims World Championship Series 1983. Si è giocato all'Oakland-Alameda County Coliseum Arena di Oakland negli USA dal 21 al 27 febbraio 1983.

## Campionesse

### Singolare
Bettina Bunge ha battuto in finale  Sylvia Hanika con il punteggio di 6–3, 6–3.

### Doppio
Claudia Kohde Kilsch /  Eva Pfaff hanno battuto in finale  Rosemary Casals /  Wendy Turnbull con il punteggio di 6–4, 4–6, 6–4.